# Melanophthalma foersteri
Melanophthalma foersteri is een keversoort uit de familie schimmelkevers (Latridiidae). De wetenschappelijke naam van de soort werd in 1990 gepubliceerd door Wolfgang H. Rücker.